# Vatica mangachapoi
Espèce
Classification phylogénétique
Statut de conservation UICN

 VU  : Vulnérable
 Vatica mangachapoi est un arbre sempervirent d'Asie du Sud-Est appartenant à la famille des dipterocarpaceae

## Répartition
Forêts des pentes rocheuses d'Asie du Sud-Est: Péninsule Malaise, Thaïlande, Viet Nam, Bornéo, Hainan, Philippines,

## Préservation
Espèce menacée par la déforestation et l'exploitation forestière.